# Астафьев, Дмитрий Владимирович
Дмитрий Владимирович Астафьев (27 июля 1990, Ольгинский район, Приморский край, Россия — 20 мая 2023, Украина) — российский военнослужащий, капитан. Герой Российской Федерации (2023, посмертно).

## Биография
Сын военнослужащего. В 1994 году семья переехала в Канск, на новое место службы отца. В 2007 году окончил Каннскую среднюю школу №20 и в том же году поступил в ВС РФ. В 2012 году окончил Омский танковый инженерный институт Общевойсковой академии ВС РФ по специальности «многоцелевые гусеничные и колёсные машины». Участник военной операции в Сирии. С февраля 2022 года участвовал во вторжении в Украину, командир мотострелковой роты мотострелкового батальона 200-й отдельной мотострелковой бригады. Погиб в бою. Похоронен в Белгороде.

## Награды
- Звание «Герой Российской Федерации» (26 июля 2023 года, посмертно) — «за мужество и героизм, проявленные во время исполнения воинского долга.» 15 августа медаль «Золотая звезда» была вручена родным Астафьевым командующим Северным флотом адмиралом Александром Моисеевым и губернатором Белгородской области Вячеславом Гладковым;
- Орден Мужества (2022);
- Медаль Суворова (2022).

## Память
- В октябре 2023 года в Печенском округе Мурманской области на доме, где жил Астафьев во время службы на Северном флоте, была установлена мемориальная доска.
- 8 декабря 2023 года в Белгороде был открыт бюст Астафьева[3].